# NGC 5543
NGC 5543 este o liner situată în constelația Boarul. A fost descoperită în 26 aprilie 1865 de către Heinrich Louis d'Arrest. Se află la o distanță de 103,47 megaparseci de Pământ.